# Littleville
Littleville – miasto w Stanach Zjednoczonych, w stanie Alabama, w hrabstwie Colbert. W roku 2023 miasto zamieszkiwało 1045 osób, a gęstość zaludnienia wynosiła 80,4 osoby/km².